# Campeonato do Mundo B de Hóquei em Patins de 2012
O Campeonato do Mundo B de Hóquei Patins de 2012 foi a 15ª edição do Campeonato do Mundo B de Hóquei em Patins, que se realiza a cada dois anos. É uma competição organizada pela FIRS (Federação Internacional de Desportos sobre patins) que apura os 3 primeiros classificados para o Campeonato do Mundo de Hóquei em Patins de 2013.
A competição decorreu em Canelones, Uruguai entre os dias 24 de Novembro e 1 de Dezembro. Nota: todos os horários estão referidos ao fuso horário do Uruguai (GMT-3).

## Inscritos
Estão representados quatro continentes na 15ª edição do Campeonato do Mundo B de Hóquei em Patins.
| Continente | Pais       | Continente | Pais    | Continente | Pais          |
| ---------- | ---------- | ---------- | ------- | ---------- | ------------- |
| Europa     | Holanda    | Americano  | Uruguai | Asia       | Macau         |
| Europa     | Áustria    | Americano  | México  | Africa     | África do Sul |
| Europa     | Inglaterra | Asia       | Israel  | Africa     | Egito         |

## Fase de Grupos

### Grupo A
| Equipe  | J | V | E | D | GM | GS | DG | Pts |
| ------- | - | - | - | - | -- | -- | -- | --- |
| Áustria | 3 | 3 | 0 | 0 | 10 | 3  | 7  | 9   |
| Holanda | 3 | 2 | 0 | 1 | 11 | 7  | 4  | 6   |
| Macau   | 3 | 1 | 0 | 2 | 13 | 17 | -4 | 3   |
| Israel  | 3 | 0 | 0 | 3 | 5  | 13 | -8 | 0   |

| Novembro 25, 2012 | Aústria                         | 4-3 | Macau                                                 |  |
| 18:00             | Manuel Parfant (3), David Huber |     | Helder Alhada Ricardo (2), Augusto Fernandes [zh-yue] |  |

| Novembro 25, 2012 | Holanda                              | 3-0 | Israel |  |
| 19:30             | Niels Janssens (1), Jeroen Dwars (2) |     |        |  |

| Novembro 26, 2012 | Aústria         | 4-0 | Israel |  |
| 18:00             | David Huber (4) |     |        |  |

| Novembro 26, 2012 | Holanda                                                                     | 8-5 | Macau                                     |  |
| 19:30             | Luuk Bischoff (2), Ricardo Van Den Heuvel, Niels Janssens, Jeroen Dwars (4) |     | Hélder Ricardo (3), Augusto Fernandes (2) |  |

| Novembro 27, 2012 | Macau                            | 6-5 | Israel                                                |  |
| 18:00             | Helder Ricardo (5), Nuno Antunes |     | Urile Lirman, Lior Uliel, Doron Raz (2), Shon Kurland |  |

| Novembro 27, 2012 | Holanda | 0-2 | Áustria                     |  |
|                   |         |     | David Huber, Manuel Parfant |  |

### Grupo B
| Equipe        | J | V | E | D | GM | GS | DG  | Pts |
| ------------- | - | - | - | - | -- | -- | --- | --- |
| África do Sul | 4 | 4 | 0 | 0 | 23 | 9  | 14  | 12  |
| Inglaterra    | 6 | 2 | 0 | 2 | 18 | 12 | 6   | 6   |
| Uruguai       | 4 | 2 | 0 | 2 | 19 | 15 | 4   | 6   |
| Egipto        | 4 | 2 | 0 | 2 | 16 | 22 | -6  | 6   |
| México        | 4 | 0 | 0 | 4 | 15 | 33 | -18 | 0   |

| Novembro 24, 2012 | Uruguai                                                                                  | 9-5 | México                                                                         |                |
| 21:00             | Claudio Maeso (4) , Juan Manuel Campana (3), Martín Battistoni (1), Yonathan Velasco (1) |     | Miguel González, José Macías, David Castellano, Juan González, Carlos González | Público: 1 200 |

| Novembro 25, 2012 | Egipto                                      | 4-3 | Inglaterra |  |
| 10:00             | Karim Abdelaal (2), Mohanad Salah Eldin (2) |     |            |  |

| Novembro 25, 2012 | México | 2-7 | África do Sul |  |
| 16:30             |        |     |               |  |

| Novembro 25, 2012 | Uruguai                                | 5-2 | Egipto                         |  |
| 21:00             | Juan Manuel Campana, Claudio Maeso (4) |     | Karem Abdelal, Mostafa Elsayed |  |

| Novembro 26, 2012 | Inglaterra                      | 3-4 | África do Sul                     |  |
| 10:00             | William Smith Jack Pinheiro (2) |     | Leandro Arujo (3), Claudio Araujo |  |

| Novembro 26, 2012 | Egipto                                                                                         | 9-6 | México                                                          |  |
| 11:30             | Waleed Mohamed, Samy Ahmed (2), Karim Abdelaal, Mostafa Bdelhadey (3), Mohamed Salah Eldin (2) |     | Miguel González (2), Carlos González (3), José Francisco Macías |  |

| Novembro 26, 2012 | Uruguai                      | 2-4 | Inglaterra                                  |  |
| 21:00             | Choco Velasco, Claudio Maeso |     | Stewart Owen (2), William Smith, John Jones |  |

| Novembro 27, 2012 | Egipto      | 1-8 | África do Sul                                                                           |  |
| 10:00             | Ahmed Salan |     | Leandro Araujo (3), Claudio Araujo (2), Nelson Mendes, Michael Guerra, Ricardo De Sousa |  |

| Novembro 27, 2012 | México                                           | 2-8 | Inglaterra                                                      |  |
| 11:30             | Carlos Francisco González, José Francisco Macías |     | Stewart Owen (4), Grant Zaccaria (2), Dan Butcher, Wiliam Smith |  |

| Novembro 27, 2012 | Uruguai                                        | 3-4 | África do Sul                                                    |  |
| 21:00             | Mauro Corbo, Juan Manel Campana, Claudio Maeso |     | Ricardo De Sousa, Leandro Araujo, Michael Guerra, Claudio Araujo |  |

## Apuramento Campeão

### Quadro de Jogos
|  | Quartas de final | Quartas de final |             |         | Semifinais     | Semifinais     |  |  | Final      | Final |
|  |                  |                  |             |         |                |                |  |  |            |       |
|  | 28 Novembro      |                  |             |         |                |                |  |  |            |       |
|  |                  |                  |             |         |                |                |  |  |            |       |
|  | Holanda          | 2                |             |         |                |                |  |  |            |       |
|  | Holanda          | 2                | 30 Novembro |         |                |                |  |  |            |       |
|  | Uruguai          | 6                |             |         |                |                |  |  |            |       |
|  | Uruguai          | 6                | Inglaterra  | 6       |                |                |  |  |            |       |
|  | 28 Novembro      |                  | Inglaterra  | 6       |                |                |  |  |            |       |
|  |                  | Áustria          | 2           |         |                |                |  |  |            |       |
|  | Inglaterra       | Áustria          | 2           | 3       |                |                |  |  |            |       |
|  | Inglaterra       |                  | 1 Dezembro  | 3       |                |                |  |  |            |       |
|  | Macau            | 1                |             |         |                |                |  |  |            |       |
|  | Macau            | 1                | Inglaterra  | 3       |                |                |  |  |            |       |
|  | 28 Novembro      |                  | Inglaterra  | 3       |                |                |  |  |            |       |
|  |                  | África do Sul    | 4           |         |                |                |  |  |            |       |
|  | Áustria          | África do Sul    | 4           | 4       |                |                |  |  |            |       |
|  | Áustria          | 30 Novembro      |             | 4       |                |                |  |  |            |       |
|  | Egipto           | 1                |             |         |                |                |  |  |            |       |
|  | Egipto           | 1                | Uruguai     | 1       | Terceiro lugar | Terceiro lugar |  |  |            |       |
|  | 28 Novembro      |                  | Uruguai     | 1       | Terceiro lugar | Terceiro lugar |  |  |            |       |
|  |                  | África do Sul    | 6           |         |                |                |  |  |            |       |
|  | África do Sul    | África do Sul    | 6           | 5       | Áustria        | 3              |  |  |            |       |
|  | África do Sul    |                  |             | 5       | Áustria        | 3              |  |  |            |       |
|  | Israel           | 0                |             | Uruguai | 1              |                |  |  |            |       |
|  | Israel           | 0                |             |         | 1              |                |  |  |            |       |
|  |                  |                  |             |         |                |                |  |  | 1 Dezembro |       |
|  |                  |                  |             |         |                |                |  |  |            |       |

### Quartos-Final
| Novembro 28, 2012 | Inglaterra       | 3-1 | Macau         |  |
| 16:00             | Owen Stewart (3) |     | Paulo Antunes |  |

| Novembro 28, 2012 | Aústria                                             | 4-1 | Egipto         |  |
| 17:30             | Stefan Sahcer (2), Jacob Stockinger, Manuel Parfant |     | Karim Abdelaal |  |

| Novembro 28, 2012 | África do Sul                                            | 5-0 | Israel |  |
| 19:00             | Claudio Araujo (2), Leandro Araujo (2), Ricardo De Sousa |     |        |  |

| Novembro 28, 2012 | Holanda                    | 2-6 | Uruguai                                               |                |
| 20:30             | luuk bischoff,jeroen dwars |     | Claudio Maeso (3), Martín Battistoni (2), Mauro Corbo | Público: 1 200 |

### Meias Finais
| Novembro 30, 2012 | Inglaterra                                        | 6-2 | Áustria            |  |
| 19:30             | Owen Stewart (3) William Smith (2) Grant Zaccaria |     | Manuel Parfant (2) |  |

| Novembro 30, 2012 | Uruguai       | 1-6 | África do Sul                                                          |  |
| 21:00             | Claudio Maeso |     | Leandro Araujo (2) Ricardo de Sousa (2) Adilson Correia Claudio Araujo |  |

### 3º e 4º Lugar
| Dezembro 1, 2012 | Uruguai | 1-3 | Áustria |  |
| 17:00            |         |     |         |  |

### Final
| Dezembro 1, 2012 | Inglaterra | 3-4 | África do Sul |  |
| 18:30            |            |     |               |  |

| CAMPEÃO DO MUNDO DE HÓQUEI EM PATINS B 2012 |
| ------------------------------------------- |
| AFRICA DO SUL PRIMEIRO TITULO               |

### 5º ao 9º lugar
| Equipe  | J | V | E | D | GM | GS | DG  | Pts |
| ------- | - | - | - | - | -- | -- | --- | --- |
| Holanda | 4 | 4 | 0 | 0 | 24 | 13 | 11  | 12  |
| Macau   | 4 | 3 | 0 | 1 | 25 | 16 | 9   | 9   |
| Israel  | 4 | 3 | 0 | 1 | 23 | 13 | 10  | 9   |
| México  | 4 | 1 | 0 | 3 | 18 | 28 | -10 | 3   |
| Egipto  | 4 | 0 | 0 | 4 | 13 | 33 | -20 | 0   |

| 29 Novembro | Holanda | 7-4 | México |  |
|             |         |     |        |  |

| 29 Novembro | Macau                                                     | 8-5 | Egipto |  |
|             | Helder Ricardo (4), Nuno Antunes (2), Dionísio da Luz (2) |     |        |  |

| 29 Novembro | Israel                                                                                   | 10-3 | México |  |
|             | Uri Lirman (4), Shon Kurland (3), Saar Sharon (1), Marcelo Bendersky (1), Lior Uliel (1) |      |        |  |

| 29 Novembro | Holanda | 5-3 | Macau |  |
|             |         |     |       |  |

| 30 Novembro | Israel | 10-0 | Egipto |  |
| 9:00        |        |      |        |  |

| 30 Novembro | Macau | 7-5 | México |  |
| 10:30       |       |     |        |  |

| 30 Novembro | Holanda | 9-4 | Egipto |  |
| 18:00       |         |     |        |  |

| 30 Novembro | Macau | 7-1 | Israel |  |
| 22:30       |       |     |        |  |

| 1 Dezembro | México | 6-4 | Egito |  |
| 14:00      |        |     |       |  |

| 1 Dezembro | Holanda | 3-2 | Israel   |  |
| 15:30      |         |     | Lior Uri |  |

## Classificação Final
| Pos. | País          |                                                                 |
| ---- | ------------- | --------------------------------------------------------------- |
| 1.   | África do Sul | Apurados para o Campeonato do Mundo de Hóquei em Patins de 2013 |
| 2.   | Inglaterra    | Apurados para o Campeonato do Mundo de Hóquei em Patins de 2013 |
| 3.   | Áustria       | Apurados para o Campeonato do Mundo de Hóquei em Patins de 2013 |
| 4.   | Uruguai       |                                                                 |
| 5.   | Holanda       |                                                                 |
| 6.   | Macau         |                                                                 |
| 7.   | Israel        |                                                                 |
| 8.   | México        |                                                                 |
| 9.   | Egipto        |                                                                 |